# Live at Home
Live at Home – pierwsze koncertowe DVD kanadyjskiego zespołu rockowego Nickelback. Zawiera ono zapis koncertu który się odbył 25 stycznia 2002 w Rexall Place w Edmonton w ramach światowej trasy „Silver Side Up”. Podczas koncertu, w hali obecnych było 25 tysięcy ludzi. Grupa zaprezentowała 5 utworów z krążka „The State”, oraz zdecydowaną większość z płyty „Silver Side Up”. Podczas koncertu grupa wykonała także akustyczny cover grupy Big Wreck „Mistake”, oraz utwór z repertuaru grupy Alice in Chains „It Ain't Like That”, pochodzący z wydanego w 1990 roku albumu „Facelift”. W utworze tym gościnnie zagrał na gitarze i zaśpiewał muzyk grupy Alice in Chains, Jerry Cantrell. Koncert trwał blisko 2 godziny. W sumie w koncertowej setliście znalazło się 14 utworów. Koncert został zarejestrowany w formacie Stereo and 5.1 Surround Sound.
Premiera krążka nastąpiła 29 października 2002 roku. Dystrybucją albumu zajęła się The Island Def Jam Music Group. Płyta „Live at Home” uzyskała w Stanach Zjednoczonych status złotej płyty, przyznany grupie przez RIAA. W Kanadzie album pokrył się podwójną platyną. 
Album dodatkowo zawiera fragmenty z innych koncertów, wywiady z członkami zespołu, relacje zza kulis oraz teledyski do trzech utworów. Produkcją albumu zajęli się Amber Cordero, Rick Parashar, Mike Sarkissian, Lewis Weinstein oraz sama grupa. 
W roku 2005 na rynku ukazała się specjalna edycja albumu „Silver Side Up”, wzbogacona prócz standardowego CD, o płytę DVD z zapisem tegoż koncertu.

## Lista utworów
| Nr. |  | Tytuł                                     | Tekst          | Muzyka                            | Długość |
| --- |  | ----------------------------------------- | -------------- | --------------------------------- | ------- |
| 1.  |  | „Introduction"                            |                |                                   | 1:34    |
| 2.  |  | „Woke Up This Morning”                    | Chad Kroeger   | Nickelback                        | 4:30    |
| 3.  |  | „One Last Run"                            | Chad Kroeger   | Nickelback                        | 3:31    |
| 4.  |  | „Too Bad”                                 | Chad Kroeger   | Nickelback                        | 4:59    |
| 5.  |  | „Breathe”                                 | Chad Kroeger   | Nickelback                        | 4:01    |
| 6.  |  | „Hollywood”                               | Chad Kroeger   | Nickelback                        | 3:25    |
| 7.  |  | „Hangnail"                                | Chad Kroeger   | Nickelback                        | 4:08    |
| 8.  |  | „Worthy to Say”                           | Chad Kroeger   | Nickelback                        | 5:10    |
| 9.  |  | „Never Again”                             | Chad Kroeger   | Nickelback                        | 4:50    |
| 10. |  | „Old Enough”                              | Chad Kroeger   | Nickelback                        | 3:39    |
| 11. |  | „Where Do I Hide”                         | Chad Kroeger   | Nickelback                        | 9:50    |
| 12. |  | „It Ain't Like That” feat. Jerry Cantrell | Jerry Cantrell | J. Cantrell / M.Starr / S. Kinney | 5:33    |
| 13. |  | „Leader of Men”                           | Chad Kroeger   | Nickelback                        | 6:25    |
| 14. |  | „Mistake"                                 | Big Wreck      | Big Wreck                         | 5:07    |
| 15. |  | „How You Remind Me”                       | Chad Kroeger   | Nickelback                        | 7:31    |
|     |  |                                           |                |                                   |         |

Bonus
- Fragmenty innych koncertów
- Wywiady i ujęcia zza kulis, przed i po występie, w garderobie, podczas relaksu i imprezy po koncercie oraz kulisy produkcji klipu do „Too Bad”
- Teledyski „Too Bad”, „How You Remind Me”, „Leader of Men”
- Dokument: The Making of „Too Bad” (16:51)

## Twórcy
Nickelback
- Chad Kroeger – śpiew, gitara prowadząca
- Ryan Peake – gitara rytmiczna, wokal wspierający
- Mike Kroeger – gitara basowa
- Ryan Vikedal – perkusja

Gościnnie
- Jerry Cantrell - śpiew, gitara elektryczna - utwór „It Ain't Like That”

Produkcja
- Nagrywany: 25 stycznia 2002 w Rexall Place
- Wydany: 29 października 2002 roku
- Produkcja: Amber Cordero, Rick Parashar, Mike Sarkissian, Lewis Weinstein, Nickelback
- Reżyseria: Nigel Dick, Amber Cordero, Gerard Schmidt
- Redakcja: Tracy Hof
- Dystrybucja: The Island Def Jam Music Group
- Język: Język angielski
- Aranżacja: Chad Kroeger, Ryan Peake, Mike Kroeger, Ryan Vikedal, Jerry Cantrell, Mike Starr, Sean Kinney, Big Wreck
- Teksty piosenek: Chad Kroeger, Jerry Cantrell, Mike Starr, Sean Kinney, Big Wreck
- Wytwórnia: The Island Def Jam Music Group

## Status
- Stany Zjednoczone: Złota płyta przyznana przez RIAA
- Kanada: Podwójna platyna